# Roussillon (province)
 (mars 2025).
La mise en forme du texte ne suit pas les recommandations de Wikipédia : il faut le « wikifier ».
Les points d'amélioration suivants sont les cas les plus fréquents. Le détail des points à revoir est peut-être précisé sur la page de discussion.
- Les titres sont pré-formatés par le logiciel. Ils ne sont ni en capitales, ni en gras.
- Le texte ne doit pas être écrit en capitales (les noms de famille non plus), ni en gras, ni en italique, ni en « petit »…
- Le gras n'est utilisé que pour surligner le titre de l'article dans l'introduction, une seule fois.
- L'italique est rarement utilisé : mots en langue étrangère, titres d'œuvres, noms de bateaux, etc.
- Les citations ne sont pas en italique mais en corps de texte normal. Elles sont entourées par des guillemets français : « et ».
- Les listes à puces sont à éviter, des paragraphes rédigés étant largement préférés. Les tableaux sont à réserver à la présentation de données structurées (résultats, etc.).
- Les appels de note de bas de page (petits chiffres en exposant, introduits par l'outil «  Source ») sont à placer entre la fin de phrase et le point final[comme ça].
- Les liens internes (vers d'autres articles de Wikipédia) sont à choisir avec parcimonie. Créez des liens vers des articles approfondissant le sujet. Les termes génériques sans rapport avec le sujet sont à éviter, ainsi que les répétitions de liens vers un même terme.
- Les liens externes sont à placer uniquement dans une section « Liens externes », à la fin de l'article. Ces liens sont à choisir avec parcimonie suivant les règles définies. Si un lien sert de source à l'article, son insertion dans le texte est à faire par les notes de bas de page.
- La présentation des références doit suivre les conventions bibliographiques. Il est recommandé d'utiliser les modèles {{Ouvrage}}, {{Chapitre}}, {{Article}}, {{Lien web}} et/ou {{Bibliographie}}. Le mode d'édition visuel peut mettre en forme automatiquement les références.
- Insérer une infobox (cadre d'informations à droite) n'est pas obligatoire pour parachever la mise en page.

Pour une aide détaillée, merci de consulter Aide:Wikification.
Si vous pensez que ces points ont été résolus, vous pouvez retirer ce bandeau et améliorer la mise en forme d'un autre article.
Pour les articles homonymes, voir Roussillon.
1659 – 1790
Entités précédentes :
- Gouvernement des comtés du Roussillon et de Cerdagne (en partie)
- Principauté de Catalogne

Entités suivantes :
- Département des Pyrénées-Orientales

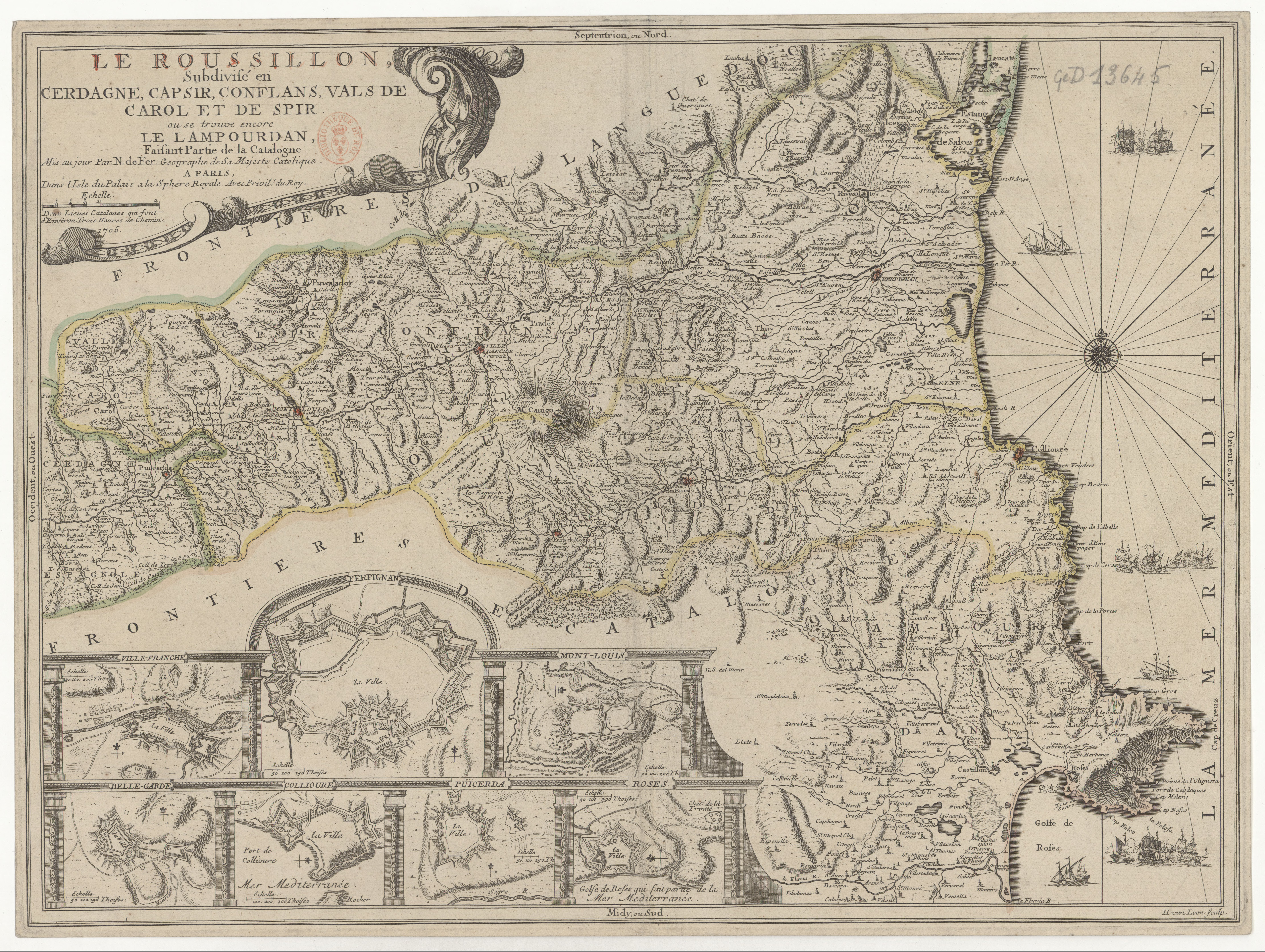
Carte de la province du Roussillon par Nicolas de Fer (1706).

La province du Roussillon ou simplement, en l'absence d'équivoque, le Roussillon (respectivement província del Rosselló et Rosselló en catalan) est une ancienne province du royaume de France, qui existe de 1659 jusqu'à la création du département des Pyrénées-Orientales en 1790. Ses habitants sont les Roussillonnais.
La province recouvre les trois vigueries du Roussillon, du Conflent et de Cerdagne, c'est-à-dire la partie du gouvernement des comtés du Roussillon et de Cerdagne (ca) (governació dels comtats de Rosselló i Cerdanya en catalan) cédée à la France par le traité des Pyrénées.
Le Roussillon est un gouvernement et une intendance. Province frontière, il relève du secrétaire d'État de la Guerre.
Dépourvu d'états provinciaux, le Roussillon est un pays d'imposition. Une assemblée provinciale, l'assemblée provinciale du Roussillon, n'est créée que le 15 août 1787.
En matière de fiscalité indirecte, la gabelle, dont Pierre III d'Aragon avait exempté le Roussillon en 1283, est rétablie dans la province par un édit du mois de décembre 1661. Le Roussillon devient un pays de petites gabelles. Cinq greniers à sel sont créés à Perpignan, Collioure, Arles (auj. Arles-sur-Tech), Prades et Mont-Louis.
En matière douanière, le Roussillon est une province réputée étrangère,, : des droits sont perçus sur les marchandises à leur entrée et à leur sortie du Languedoc ou du comté de Foix. La province conserve ses nombreux leudes, sortes de péages internes.
En matière judiciaire, le Roussillon ne ressortit pas au Parlement de Toulouse mais d'un conseil souverain : le conseil souverain du Roussillon, qui est la cour souveraine (supérieure) de la province.

## Géographie
La plaine du Roussillon est irriguée par trois principaux fleuves, du sud vers le nord, le Tech, la Têt et l'Agly. Surplombée par le célèbre pic du Canigou, ses principales ressources proviennent de l'agriculture (vin, primeurs et fruits)[réf. nécessaire].

## Territoire

La province du Roussillon, avec le Roussillon propre et ses dépendances, dans ses limites du XVIIIe siècle et les communes actuelles.

La province de Roussillon correspondait à la partie du Gouvernement des comtés de Roussillon et Cerdagne (catalan : Governació dels comtats de Rosselló i Cerdanya) de la principauté de Catalogne, acquise par le royaume de France en vertu du traité de paix, dit traité des Pyrénées, signé le 7 novembre 1659, sur l'île des Faisans, située au milieu du fleuve côtier Bidassoa.
La province de Roussillon comprenait le comté de Roussillon et une partie de l'ancien comté de Cerdagne.
La partition du comté de Cerdagne : « audit Seigneur Roy Catholique, demeureront tout le Principat de Catalogne, & tout le Comté & Viguerie de Cerdagne, en quel que part que soient situées les Villes, Places, Bourgs, Hameaux, & lieux qui composent ledit Principat de Catalogne, & ledit Comté de Cerdagne, à la réserve de la Vallée de Carol (dans laquelle se trouve le Chasteau de Carol, & la Tour Cerdane) & d'une continuation de Territoire, laquelle donne communication depuis ladite Vallée de Carol, jusques au Capcir de la Viguerie de Conflent, ensemble trente- trois Villages, lesquels demeureront à sa Majesté Très-Chrestienne, & doivent estre composés de ceux qui seront dans ladite Vallée de Carol, & de ceux qui se trouveront dans ladite communication, de Carol au Capsir ; & s'il n'y a pas tant de Villages en ladite Vallée, & en ladite communication, ledit nombre de tente-trois sera supplée par d'autres Villages dudit Comté de Cerdagne, qui se trouveront estre les plus contigus : Et afin qu'il ne puisse arriver de contestation sur la qualité desdits Villages, on est demeuré d'accord, que pour Villages, se doivent entendre ceux qui ont esté censez de là, par le passé, & avec Jurisdiction, en cas qu'ils se trouvassent présentement détruits, pourveu que chacun desdits Villages au quelques maisons qui soient habitées ; laquelle susdite Vallée de Carol, avec le Chasteau de Carol, & la Tour Cerdane, comme aussi lesdits Villages, jusques au nombre de trente-trois, en la manière cy-dessus dite, demeureront au Seigneur Roy Tres-Chrestien, & à la Couronne de France, pour y estre unis & incorporez à jamais ; aux mesmes, clauses & conditions de cession & renonciation de la part de sa Majesté Catholique, contenus dans l'Article quarante-troisième du Traité de Paix : comme si elles estoient icy particulièrement, spécifiées, & énoncées mot à mot ».
La liste des trente-trois villages de Cerdagne fut fixée par le traité signé à Llivia, le 12 novembre 1660. Il s'agit de :
- Angoustrine (catalan : Angostrina), ancienne commune réunie à Villeneuve-des-Escaldes en 1973 pour former l'actuelle commune d'Angoustrine-Villeneuve-des-Escaldes ;
- Bajande (catalan : Bajanda) : ancienne commune, incorporée à Estavar en 1822[C 1] ;
- Bolquère (catalan : Bolquera) : actuelle commune[C 2] ;
- Caldégas (catalan : Càldegues) et Onzès (catalan : Oncès), comptés pour un village ;
- Carol, « comprenant toute sa vallée avec tous les lieux qu'elle renferme », comptée pour deux villages : ancienne commune correspondant aux actuelles communes de Latour-de-Carol[C 3], de Porta, créée en 1837[C 4], et de Porté-Puymorens, créée en 1860[C 5] ;
- Dorres (catalan : Dorres) : actuelle commune[C 6] ;
- Égat (catalan : Èguet) : actuelle commune[C 7] ;
- Enveitg (catalan : Enveig), « comprenant tous ses coteaux et toutes ses montagnes, et toute l'étendue de sa juridiction avec tous les lieux qui en dépendent », comptés pour deux villages : actuelle commune d'Enveitg[C 8] ;
- Estavar (catalan : Estavar) : actuelle commune d'Estavar, à l'exception de l'ancienne commune de Bajande ;
- Eyne (catalan : Eina) : actuelle commune d'Eyne[C 9] ;
- Hix (catalan : Ix) : actuelle commune de Bourg-Madame (catalan : La Guingueta d'Ix)[C 10] ;
- La Perche (catalan : La Perxa) : ancien village incorporé à La Cabanasse (catalan : La Cabanassa) entre 1795 et 1800[C 11] ;
- Llo (catalan : Llo) : actuelle commune de Llo, à l'exception de l'ancienne commune de Rohet, incorporée entre 1790 et 1794[C 12] ;
- Nahuja (catalan : Naüja) : actuelle commune de Nahuja[C 13] ;
- Odeillo (catalan : Odelló) : ancienne commune associée à Via en 1822 et ayant pris le nom Font-Romeu-Odeillo-Via depuis 1957[C 14] ;
- Osséja (catalan : Oceja) : actuelles communes d'Osséja[C 15] et de Valcebollère (catalan : Vallcebollera), créée en 1832, incorporée en 1972 et rétablie en 1974[C 16] ;
- Palau (catalan : Palau) : commune de Palau-de-Cerdagne, depuis 1936[C 17] ;
- Palmanil (catalan : Palmanill) : un lieu-dit de l'actuelle commune de Targasonne ;
- Planès (catalan : Planès), compté pour deux villages : actuelle commune de Planès[C 18] ;
- Ro (catalan : Ro) : ancienne commune incorporée à Saillagouse en 1822[C 19] ;
- Rohet (catalan : Roet) : ancienne commune, incorporée à Llo entre 1790 et 1794 ;
- Saillagouse (catalan : Sallagosa) : actuelle commune de Saillagouse, à l'exception des anciennes communes de Ro et Védrigans, incorporées en 1822[C 20] ;
- Sainte-Léocadie (catalan : Santa Llocaia) et Llus (catalan : Llus), comptés pour un village : actuelle commune de Sainte-Léocadie ;
- Saint-Pierre-des-Forçats (catalan : Sant Pere dels Forcats) : actuelle commune de Saint-Pierre-des-Forçats ;
- Targasonne (catalan : Targasona) : pour Targasonne et Vilalta, actuelle commune de Targasonne[C 21] ;
- Ur (catalan : Ur) et Flori (catalan : Florí), comptés pour un village : actuelle commune d'Ur[C 22] ;
- Vedrinyans (catalan : Vedrinyans) : ancienne commune, incorporée à Saillagouse en 1822[C 23] ;
- Via (catalan : Vià) : ancienne commune ;
- Vilar d'Ovansa (catalan : Vilar d'Ovança) : actuelle commune de Mont-Louis[C 24] ;
- Villeneuve (catalan : Vilanova) et Les Escaldes (catalan : Les Escaldes), comptés pour un village : ancienne commune de Villeneuve-des-Escaldes, associée à Angoustrine en 1973 pour former la commune d'Angoustrine-Villeuneuve-des-Escaldes[C 25].

Le territoire de la province de Roussillon recouvrait celui de l'actuel département des Pyrénées-Orientales, à l'exception des vingt-huit actuelles communes suivantes : Ansignan (occitan : Ancinhan), Bélesta (occitan : Belhestar), Campoussy (occitan : Camporsin), Caramany (occitan : Caramanh), Cassagnes (occitan : Cassanhes), Caudiès-de-Fenouillèdes (occitan : Caudièrs de Fenolhet), Felluns (occitan : Felhunhs), Fenouillet (occitan : Fenolhet), Fosse (occitan : Fòssa), Lansac (occitan : Lançac), Latour-de-France (occitan : La Tor de Trinhac ou La Tor de França), Lesquerde (occitan : L'Esquerda), Maury (occitan : Maurin), Montalba-le-Château (occitan : Montalban del Castelh), Pézilla-de-Conflent (occitan : Pesilhan de Conflent), Planèzes (occitan : Planesas), Prats-de-Sournia (occitan : Prats de Sornhan), Prugnanes (occitan : Prunhanas), Rabouillet (occitan : Rebolhet), Rasiguères (occitan : Rasiguèras), Saint-Arnac (occitan : Çantarnac), Saint-Martin-de-Fenouillet (occitan : Sant Martin de Fenolhet), Saint-Paul-de-Fenouillet (occitan : Sant Paul de Fenolhet), Sournia (occitan : Sornhan), Trévillach (occitan : Trevilhac), Trilla (occitan : Trilhan), Vira (occitan : Viran) et Le Vivier (occitan : Le Vivièr).

## Subdivisions
La partie de la province de Roussillon correspondant à l'ancien comté de Roussillon était divisée en deux vigueries, savoir :
- La viguerie de Roussillon (catalan : vegueria de Rosselló), dont le chef-lieu était Perpignan (catalan : Perpinyà) ;
- La viguerie de Conflent (catalan : vegueria de Conflent), dont le chef-lieu était Villefranche-de-Conflent (catalan : Vilafranca de Conflent).

La viguerie de Roussillon comprenait une sous-viguerie, savoir :
- La sous-viguerie de Vallespir (catalan : sots-vegueria de Vallespir).

La viguerie de Conflent comprenait une sous-viguerie, savoir :
- La sous-viguerie de Capcir (catalan : sots-vegueria de Capcir), dont le chef-lieu était Puyvalador (catalan : Puigbalador).

La partie de l'ancien comté de Cerdagne relevant de la province de Roussillon formait une viguerie, savoir :
- La viguerie de Cerdagne (catalan : vegueria de Cerdanya), dont le chef-lieu était Saillagouse (catalan : Sallagosa)

## Divisions ecclésiastiques
Les paroisses du Roussillon — à l'exception de Vingrau et de Tautavel — et du Vallespir relevaient du diocèse d'Elne, dont le siège avait été transféré à Perpignan en 1601.
Les paroisses de Vingrau et Tautavel dépendaient de l'archevêché de Narbonne.
Les paroisses de Cerdagne de la haute vallée du Sègre (catalan : Segre) relevaient du diocèse d'Urgell et, ainsi, de l'archidiocèse de Tarragone. L'évêque d'Urgell avait besoin d'une permission du roi de France pour y faire ses visites.
Les autres paroisses de Cerdagne — à savoir : Saint-Pierre-des-Forçats, Planès, La Perche et La Cabanasse  — relevaient du diocèse d'Elne.
Les paroisses du Capcir — c'est-à-dire de la haute vallée de l'Aude — relevaient du diocèse d'Alet, créé par le pape Jean XXII, par démembrement du diocèse de Narbonne, le 18 février 1318.
Le clergé du Roussillon se divisait en clergé exempt et clergé non exempt.
Le clergé non exempt comprenait l'évêque, des chapitres, communautés ecclésiastiques, bénéficiers simples, curés et marguilliers. Il y avait, en Roussillon et Conflent, treize archiprêtrés.
Le clergé exempt comprenait les abbayes bénédictines de Saint-Michel de Cuxa, Sainte-Marie d'Arles, Saint-Martin du Canigou — qui appartenaient à la congrégation de Tarragone) et Saint-Génis des Fontaines — dépendance de l'abbaye Sainte-Marie de Montserrat — ainsi que le prieuré et chapitre de Corneilla-de-Conflent et autres, qu'on appelait détachés, les couvents et communautés religieuses, etc.
Par lettres patentes du 8 octobre 1759, le clergé exempt et le clergé non exempt furent réunis en un bureau diocésain composé de commissaires pris dans les deux corps pour la formation des rôles et la répartition des impositions.

## Histoire
Autrefois intégré au royaume de Majorque et à la couronne d'Aragon (comme partie de la principauté de Catalogne), ce territoire a été rattaché à la couronne de France lors du traité des Pyrénées signé le 7 novembre 1659. Avant ce traité, la frontière entre les royaumes de France et d'Aragon suivait, plus au nord, la ligne des citadelles du vertige (voir châteaux forts et traité de Corbeil), comme la Forteresse de Salses.
La réunion à la France met à mal les acquis traditionnels, ce qui provoque toute une série de révoltes.
En décembre 1661, Louis XIV rétablit la gabelle, abolie depuis 1292. Les habitants de Prats-de-Mollo se révoltent, entraînant bientôt tout le Haut Vallespir. De nombreux agents du fisc et gabelous sont massacrés. Deux bataillons sont dépêchés pour rétablir l'ordre. Ils sont mis en déroute, car ils sont confrontés aux difficultés du terrain et à la proximité de la frontière, qui offre une solution de repli aux insurgés. La révolte dure de 1667 à 1675. Lorsqu'elle est enfin étouffée, la répression est terrible. On a appelé par la suite cet événement la révolte des Angelets.

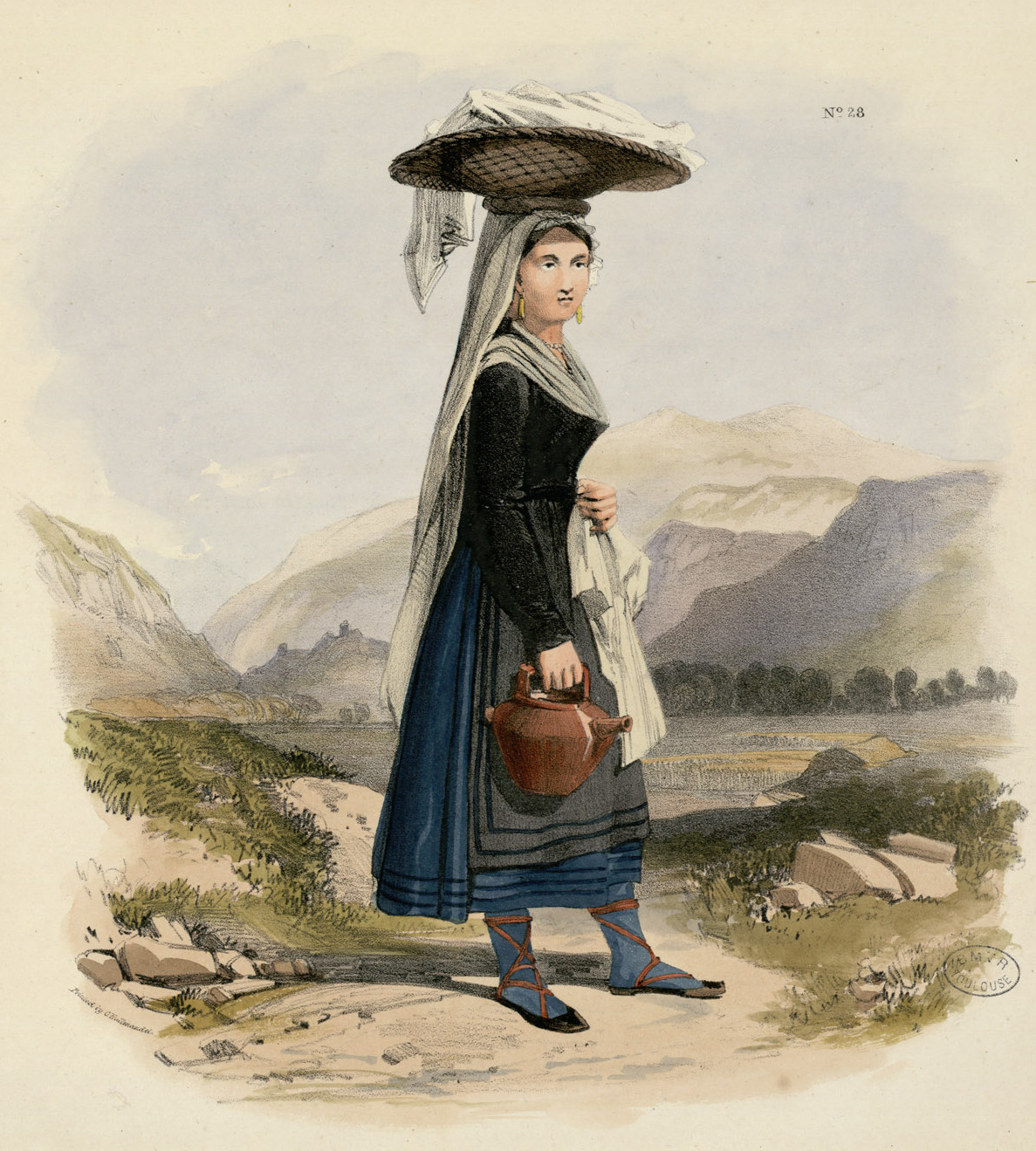
Paysanne du Roussillon
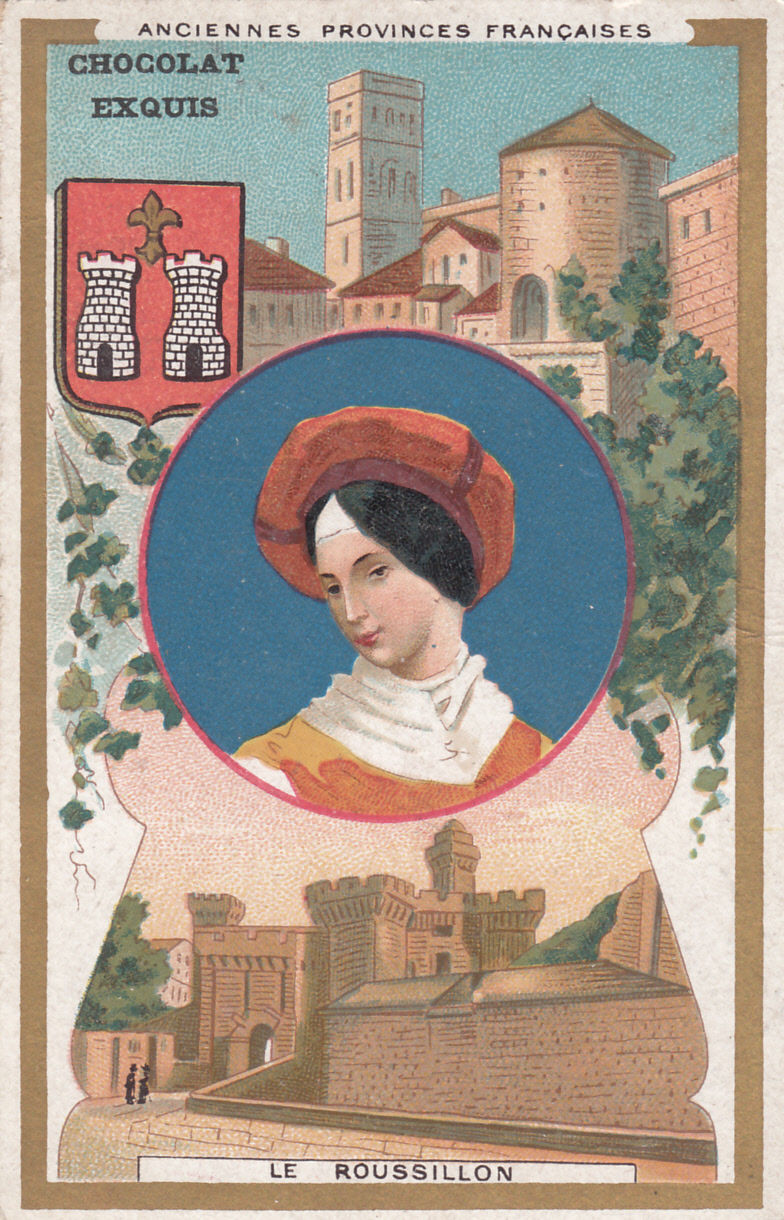
Coiffe traditionnelle du Roussillon

## Liste des intendants du Roussillon
- 1660 - 20 novembre 1669 : Charles Macqueron
- 16 juin 1670 - 18 janvier 1676 : Etienne Carlier, vicomte d'Olly et Pargnan en Vermandois.
- 17 février 1676 - 24 mai 1681 : Germain-Michel Camus de Beaulieu qui fut nommé en 1681 commissaire général de l'artillerie de France.
- 1er juin 1681 - 5 avril 1698 : Raymond de Trobat y Vinyes, catalan d'origine, ancien conseiller et avocat général au Conseil souverain de Roussillon.
- 1698 - 1709 : Etienne de Ponte, comte d'Albaret.
- 13 février- 10 décembre 1710 : Antoine de Barrillon d'Amoncour, marquis de Branges, vicomte de Binson, nommé intendant de Béarn et Navarre.
- 26 avril 1711 - 14 novembre 1715 : Charles Deschiens de Laneuville, seigneur de La Longue et Vialer, ancien intendant de Béarn et Navarre.
- octobre 1716 - 6 mars 1624 : Jean-Baptiste-Louis Picon, seigneur d'Andrezel, La Mothe-Saint-Méry, Montgimont. Intendant en Roussillon, Cerdagne et Pays de Foix, ainsi qu'intendant de l'armée d'Espagne (nommé le 19 mai 1719), puis est nommé ambassadeur à Constantinople.
- 17 juin 1724 - mai 1726 : François Legras, seigneur de Luart.
- 26 juillet 1727 - septembre 1729 : Philibert Orry, comte de Vignory. Nommé contrôleur général des finances en 1731.
- 10 juin 1730 - 1739 : Prosper-André Baüyn de Jallais.
- 1740 - 13 décembre 1750 : Antoine-Marie de Ponte, comte d'Albaret et de Lotoul, seigneur d'Armissan, Combelongne et Le Quatourze.
- 19 avril 1750 - 1753 : Henry-Léonard-Jean-Baptiste de Bertin, nommé contrôleur des finances de Louis XV.
- 17 avril 1754 - 28 juin 1773 : Louis-Guillaume de Bon, marquis de Saint-Hilaire, baron de Fourques, seigneur de Celleneuve et Saint-Quentin.
- 21 octobre 1773 - 23 mars 1774 : Pierre-Philippe Peironel du Tressan.
- Juillet 1774 - juillet 1775 : Jean-Etienne-Bernard de Clugny, baron de Nuys-sur-Armençon, nommé par la suite contrôleur général des finances.
- 20 août 1775 - 1778 : Jean-Baptiste-François Moulins de La Porte, seigneur de Sarzay, Belle-Fonds et sainte-Marie.
- 1778 - août 1789 : Louis-Hyacinthe Raymond de Saint-Sauveur, seigneur de la Grande-du-Milieu.

### Histoire de la Catalogne Nord
- Cet article est partiellement ou en totalité issu de l'article intitulé « Catalogne nord » (voir la liste des auteurs).

Jean Villanove a écrit l'histoire populaire des catalans de la Catalogne Nord en 3 tomes :
- T 1 : des origines au XVe siècle,
- T 2 : du XVIe siècle à 1714,
- T 3 : de 1714 à nos jours (édition en 1981).